# EgoFM
egoFM ist ein privater Musiksender in Bayern, der eine Lizenz zur bundesweiten Verbreitung besitzt. Kernzielgruppe sind Menschen zwischen 20 und 49 Jahren.

## Geschichte
Der Medienrat der Bayerischen Landeszentrale für neue Medien (BLM) entschied in einer Sitzung am 8. Mai 2008, fünf UKW-Stützfrequenzen (München, Nürnberg, Augsburg, Würzburg und Regensburg) sowie eine Satellitenfrequenz, die zum ehemaligen Sender Radio Melodie gehörten, an das Projekt „radioblut“ zu vergeben. Die Entscheidung zwischen 25 Bewerbern fiel auf dieses Konzept, da es Jugendliche mit dem Radio verbände und bereits bestehende Radiosender nicht in ihrer wirtschaftlichen Basis gefährdet würden. Die Frequenzzuweisung war zunächst auf vier Jahre begrenzt, konnte bei Änderung des Programmformats widerrufen werden und die BLM erwartete, „[...] dass in das Programm Zulieferungen der Kirchen und des Bayerischen Jugendrings ermöglicht werden“.
Im Laufe des Sommers wurde der Arbeitstitel in „Next Generation Radio“ geändert. Geplant war, den Sendebetrieb Ende Oktober 2008 während der Münchner Medientage aufzunehmen. Am 21. November begann egoFM mit seinem offiziellen Programm, vorher wurde bereits per Web-Stream gesendet. Der erste gespielte Titel war What's My Age Again der Band blink-182.
Im Herbst 2018 wurde durch Medienberichte bekannt, dass Studio Gong seine über die Radioblut GmbH gehaltenen Anteile zum Verkauf stelle und Antenne Bayern diese erwerben wolle. Doch gegen die Pläne von Antenne Bayern regte sich in Bayern viel Widerstand, so dass eine Online-Initiative namens „Volle Bandbreite“ gegen die Übernahme kämpfte und das Format von egoFM retten wollte. Auch der Verbund der kleinen bayerischen Lokalradio-Anbieter sprach sich gegen eine Übernahme des Anbieters durch Antenne Bayern aus. Nach Vermittlung durch die Bayerische Landeszentrale für Neue Medien (BLM) übernahm der Verleger Konrad Schwingenstein, der Enkelsohn von August Schwingenstein, die zum Verkauf stehenden Anteile.
Im September 2020 gewann egoFM-Moderatorin Sandra Gern mit dem Musikmagazin Chelsea Hotel den Deutschen Radiopreis in der Kategorie „Beste Sendung“.
Im Januar 2025 stellte die Geschäftsführung des Senders einen Insolvenzantrag, nachdem die Werbeeinnahmen im Jahr 2024 um 40 Prozent zurückgegangen seien. egoFM solle neu strukturiert werden. Die Community wandere immer mehr von UKW in die digitalen Kanäle ab.
Zum 1. Juli 2025 übernahm die Medienpiraten GmbH aus München den Sendebetrieb von egoFM. Durch die Übernahme werden zentrale Bestandteile des Programms weitergeführt.

## Konzept
Kern des Konzepts ist es, junges Radio zu machen. Dies geschieht durch eine enge Verknüpfung mit dem Internet, durch aktive Programmmitgestaltung einer jungen Redaktion und  eines breiten Musikangebots. Dieses besteht aus Electronic Pop und diversen Black-Musik-Stilen wie zum Beispiel R&B, Hip-Hop, Rap, Reggae, Soul, Alternative Rock, Britpop, Independent Pop & Rock, Dance oder Club-Music.

## Preise und Auszeichnungen
- 2020: Deutscher Radiopreis für Moderatorin Sandra Gern in der Kategorie „Beste Sendung“ mit Musiksendung Chelsea Hotel
- 2020: BLM-Hörfunkpreis für Programmchef Fred Schreiber in der Kategorie Unterhaltung & Comedy für die Rubrik Die geheimen Tagebücher des Programmchefs[12]
- 2021: Deutscher Radiopreis in der Kategorie Beste*r Newcomer*in für egoFM-Moderatorin Gloria Grünwald mit der Sendung egoFM Netz am Freitag[13]
- 2022: Deutscher Radiopreis für die Sendung egoFM Reflex, in der Kategorie Bestes Informationsformat. Das Redaktionsteam besteht aus Gloria Grünwald, Miriam Fischer und Simon Kerber.[14]
- 2024: Nominierung Deutscher Radiopreis in der Kategorie „Bestes Entertainment“ für die Sendung „Die Hoffmann & Kollmann Radioshow“ mit Elise Hoffmann & Dominik Kollmann

## Sendeschema
|        | Montag                     | Dienstag                   | Mittwoch                    | Donnerstag                 | Freitag                                            | Samstag                        | Sonntag                          |        |
| ------ | -------------------------- | -------------------------- | --------------------------- | -------------------------- | -------------------------------------------------- | ------------------------------ | -------------------------------- | ------ |
| 06:00  | egoFM Morningshow mit Lola | egoFM Morningshow mit Lola | egoFM Morningshow mit Lola  | egoFM Morningshow mit Lola | egoFM Morningshow mit Lola                         | egoFM unmoderiert              | egoFM unmoderiert                | 06:00  |
| 07:00  | egoFM Morningshow mit Lola | egoFM Morningshow mit Lola | egoFM Morningshow mit Lola  | egoFM Morningshow mit Lola | egoFM Morningshow mit Lola                         | egoFM unmoderiert              | egoFM unmoderiert                | 7:00   |
| 8:00   | egoFM Morningshow mit Lola | egoFM Morningshow mit Lola | egoFM Morningshow mit Lola  | egoFM Morningshow mit Lola | egoFM Morningshow mit Lola                         | egoFM Morning Show mit Dominik | egoFM Morning Show mit Elise     | 8:00   |
| 9:00   | egoFM Morningshow mit Lola | egoFM Morningshow mit Lola | egoFM Morningshow mit Lola  | egoFM Morningshow mit Lola | egoFM Morningshow mit Lola                         | egoFM Morning Show mit Dominik | egoFM Morning Show mit Elise     | 9:00   |
| 010:00 | Musik, die alles ändert    | Musik, die alles ändert    | Musik, die alles ändert     | Musik, die alles ändert    | Musik, die alles ändert                            | egoFM Morning Show mit Dominik | egoFM Morning Show mit Elise     | 10:00  |
| 011:00 | Musik, die alles ändert    | Musik, die alles ändert    | Musik, die alles ändert     | Musik, die alles ändert    | Musik, die alles ändert                            | egoFM Morning Show mit Dominik | egoFM Morning Show mit Elise     | 11:00  |
| 012:00 | egoFM mit Elise            | egoFM mit Elise            | egoFM mit Elise             | egoFM mit Gloria           | egoFM mit Gloria                                   | egoFM Wochenende mit Felix     | egoFM am Wochenende mit Gloria   | 12:00  |
| 013:00 | egoFM mit Elise            | egoFM mit Elise            | egoFM mit Elise             | egoFM mit Gloria           | egoFM mit Gloria                                   | egoFM Wochenende mit Felix     | egoFM am Wochenende mit Gloria   | 13:00  |
| 014:00 | egoFM mit Elise            | egoFM mit Elise            | egoFM mit Elise             | egoFM mit Gloria           | egoFM mit Gloria                                   | egoFM Wochenende mit Felix     | egoFM am Wochenende mit Gloria   | 014:00 |
| 15:00  | egoFM mit Elise            | egoFM mit Elise            | egoFM mit Elise             | egoFM mit Gloria           | egoFM mit Gloria                                   | egoFM Wochenende mit Felix     | egoFM am Wochenende mit Gloria   | 15:00  |
| 016:00 | egoFM mit Dominik          | egoFM mit Dominik          | egoFM mit Dominik           | egoFM mit Dominik          | Hoffmann & Kollmann Radio Show mit Elise & Dominik | egoFM Buchhaltung mit Günter   | egoFM Talkradio mit Dominik (WH) | 16:00  |
| 017:00 | egoFM mit Dominik          | egoFM mit Dominik          | egoFM mit Dominik           | egoFM mit Dominik          | Hoffmann & Kollmann Radio Show mit Elise & Dominik | egoFM Buchhaltung mit Günter   | Chelsea Hotel mit Sandra (WH)    | 017:00 |
| 018:00 | egoFM mit Dominik          | egoFM mit Dominik          | egoFM mit Dominik           | egoFM mit Dominik          | Hoffmann & Kollmann Radio Show mit Elise & Dominik | egoFM 42 mit Vitus             | A Little bit of Soul             | 18:00  |
| 019:00 | egoFM mit Dominik          | egoFM mit Dominik          | egoFM mit Dominik           | egoFM mit Dominik          | Hoffmann & Kollmann Radio Show mit Elise & Dominik | egoFM 42 mit Vitus             | A Little bit of Soul             | 019:00 |
| 020:00 | egoFM 42                   | egoFM junge Talente        | egoFM Talkradio mit Dominik | Chelsea Hotel mit Sandra   | Musik die alles ändert                             | egoFM 42 mit Vitus             | Musik, die alles ändert          | 020:00 |
| 021:00 | egoFM Wortlos              | egoFM Wortlos              | egoFM Wortlos               | egoFM Wortlos              | Musik die alles ändert                             | Musik, die alles ändert        | Musik, die alles ändert          | 21:00  |
| 00:00  | egoFM Wortlos              | egoFM Wortlos              | egoFM Wortlos               | egoFM Wortlos              | Musik die alles ändert                             | Musik, die alles ändert        | Musik, die alles ändert          | 00:00  |

## Moderatoren des Programmes
- Dominik Kollmann
- Lola Aichner
- Elise Hoffmann
- Gloria Grünwald

Moderatoren von Musik- und Spezialsendungen:
- Markus Kavka
- Sandra Gern
- Julian Zeh
- Vitus Aumann
- Fabian Broicher
- Günter Keil
- Kid Simius

## Empfang

### UKW
UKW-Frequenzen betrieb der Sender bis 30. Juni 2025 in Augsburg (94,8 MHz), München (100,8 MHz), Nürnberg (103,6 MHz) mit Stützfrequenz in Fürth (91,0 MHz), Erlangen (106,2 MHz), Regensburg (107,5 MHz), Würzburg (95,8 MHz) und Stuttgart (97,2 MHz).

### DAB+
In Bayern wird egoFM seit  dem 30. August 2017 bayernweit in den Regionalensembles „Unterfranken“ (Kanal 10A), „Oberfranken“ (Kanal 10B), „Mittelfranken“ (Kanal 8C), „Niederbayern“ (Kanal 7D), „Oberpfalz“ (Kanal 6C) und „Oberbayern/Schwaben“ (Kanal 10A) verbreitet. Mit der Aufschaltung in Bayern wurde die Verbreitung in den lokalen Großstadtensembles „Nürnberg“ auf Kanal 10C, „Ingolstadt“ Kanal 11A, „Augsburg“ Kanal 9C und „München“ Kanal 11C beendet.
In Baden-Württemberg wird egoFM im landesweiten Privatensemble (Kanal 11B) verbreitet.
In Sachsen wurde egoFM über DAB+ vom 31. Januar 2018 bis 30. Juni 2025 in einem Small-Scale-Versuchsbetrieb der SLM in Leipzig auf Kanal 6C und Freiberg auf Kanal 10D übertragen. In Chemnitz ist das Programm auf Kanal 5B zu empfangen. Vom 3. Juli 2023 bis 30. Juni 2025 wurde egoFM in Dresden auf Kanal 8C ausgestrahlt.
In Nordrhein-Westfalen war ego.fm vom 29. Oktober 2021 bis 31. März 2024 landesweit auf Kanal 9D zu empfangen. Dann wurde dort die Verbreitung aufgegeben.

### Satellit
Astra DVB-S, Frequenz 12,460 GHz, Polarisation horizontal, Symbolrate 27.500 MSym/, FEC 3/4. Diente der UKW-Zuführung und wurde zum 30. Juni 2025 abgeschaltet.